# 良肇
良肇（りょうじょう、延文4年（1359年） - 永享10年（1438年））は、南北朝時代から室町時代にかけての浄土宗の僧侶。聡蓮社嘆誉（そうれんしゃ たんよ）と称される。下総国飯沼弘経寺の開山として知られる。

## 人物・経歴

### 出自と出家
北条氏の支流・名越家の嫡流として、下総国猿島郡富田（現・常総市）に生まれる。15歳で出家し、一族の菩提を弔うため常陸国報恩寺で得度した。

### 修業時代
修行時代は、瓜連常福寺で浄土宗六祖の了実に師事し、青柳本願寺で了実の弟子である聖冏の教えを受けた。1397年（応永4年）、豊岡に安養寺を開山。

### 弘経寺開創
1414年（応永21年）、横曽根城主・羽生経貞の寄進を受け、飯沼に弘経寺を建立。聖聡と共に白旗派教学の関東普及に尽力した。

## 事績

### 教学の確立
- 聖冏流の五重相伝を継承し、関東における浄土宗教育の基盤を整備[1]。
- 門弟に存冏らを輩出[5]。

### 寺院経営
- 弘経寺を室町時代の関東浄土宗の中心寺院として発展させた[3]。
- 千姫（徳川秀忠長女）の菩提寺として江戸時代に再興される基盤を作った[3]。

## 文化財
- 絹本著色嘆誉良肇上人像 - 常総市指定文化財（絵画）、15世紀作の頂相[2]。
- 名越の甲冑 - 常総市指定文化財、良肇の俗縁を示す北条氏関連遺品[2]。